# Armin Rosin
Armin Rosin (* 21. Februar 1939 in Karlsbad) ist ein deutscher Musikwissenschaftler, Dirigent, Posaunist, Musiker und Hochschullehrer.

## Leben
Armin Rosin studierte an der Hochschule für Musik und Theater München die klassische  Posaune. Sein Staatsexamen erhielt er dort 1962. Von 1962 bis 1967 studierte Rosin Musikwissenschaft, Geschichte und Bibliothekswissenschaft an der Universität Erlangen-Nürnberg. Im Abschlussjahr erhielt er ein Doktoranden-Stipendium der Studienstiftung des Deutschen Volkes. Von 1963 bis 1966 erhielt Armin Rosin Dirigier-Unterricht bei Joseph Keilberth (ehemals Prager Dt. Philharmonie). In den Jahren 1964/1965 besuchte er Dirigier-Sommerkurse bei Herbert von Karajan und István Kertész (Mozarteum Salzburg). 1971 bis 1977 bekam Rosin Dirigier-Unterricht bei Sergiu Celibidache. Bereits mit 21 Jahren war Rosin Soloposaunist der Bamberger Symphoniker. Mit 28 Jahren wechselte er zum Radio-Symphonie-Orchester (unter Celibidache) nach Stuttgart.
1973 bespielte er die weltweit erste Schallplatte mit Posaunen-Konzerten. Mit dieser Aufnahme gelang es ihm, die Posaune als Solo-Instrument in die Konzertsäle Europas neu einzuführen. Auch in Korea war er der erste, der als Posaunen-Solist mit dem Seoul-National-Orchester oder in Taiwan mit dem Taibei-National-Orchester auftrat. Über 70 Kompositionen wurden eigens für ihn von Komponisten geschrieben. 2001 führte er das ihm gewidmete letzte Werk des Paul-Hindemith-Schülers Harald Genzmer urauf. Im Auftrag der Universal-Edition Wien verfasste er 1976 eine Posaunenschule mit neuen Lehr- und Spielmethoden entsprechend den neuesten Erkenntnissen der Pädagogik. Die DOV beauftragte ihn mit der Co-Autorschaft ihres Probespiel-Orchesterstellen-Hefts. Rosin ist Präsident des Internationalen Blechbläser-Wettbewerbs von Südkorea und Juror bei international bedeutenden Musikwettbewerben (ARD-München, Markneukirchen, Genf, Prager Frühling, Moskau, Gaudeamus Amsterdam), bei denen er als Vertreter Deutschlands eingeladen wurde. 1980 wurde er auf eine ordentliche Professur für Posaune an die Stuttgarter Musikhochschule berufen, die er nach seiner Emeritierung im Jahr 2006 auf Wunsch seiner Studenten noch um einige Jahre im Lehrauftrag verlängerte. Als Solist spielte er noch Konzerte bis Oktober 2021, als ihn die Corona-Pandemie aufhören ließ.
Rosin ist verheiratet, hat drei Kinder und lebt in Stuttgart.

## Ehrungen
1962 erhielt Rosin den Gaudeamus-Interpretenpreis-Amsterdam. Die goldene Ehrenplakette der Stadt Fellbach empfing er 1966. Im Jahre 1978 wurde ihm der Sudetendeutsche Kulturpreis für darstellende und ausübende Kunst überreicht, 1990 wurde er zum ordentlichen Mitglied der Sudetendeutschen Akademie der Wissenschaften und Künste berufen; derzeit ist er stellvertretender Sekretar seiner Klasse. Armin Rosin wurde außerdem mit einem Eintrag in Riemanns Musikerlexikon geehrt. 2003 wurde er mit dem Großen Sudetendeutschen Kulturpreis, 2005 mit der Ehrenbürgerschaft von Jeju (Südkorea), 2008 mit dem Johann-Wenzel-Stamitz-Musikpreis, 2010 mit dem Nordgaupreis des Oberpfälzer Kulturbundes in der Kategorie „Musik“ und 2013 mit dem Egerländer Kulturpreis „Johannes-von-Tepl“ ausgezeichnet.

## Diskographie
- Frank Martin dirige Frank Martin (1971/89)
- Baroque Trombone and Brass Chamber (1978) (Haenssler)
- Posaune in Unserer Zeit (1979)
- Virtuose Posaunenkonzerte (1980/81)
- Meisterhafte Bläsermusik (1990)
- Unterhaltende Werke großer Meister (1991)
- Barocke Klangpracht (1992)
- Beim Schall der Posaune (1992)
- Posaunenkonzerte (1994)
- Posaune und Orgel (1997) (Teldec-Decca)
- D E D I C A T I O N (1998)
- Alphorn Goes Classic (2001)
- Romantik Pur (2004)
- Spirituals (2004)
- Negro Spirituals (2006)
- Armin Rosin dirigiert Joseph Wolfram (2011)
- Porträt Armin Rosin (2013) (Scena)